# Acará
Acará là một đô thị thuộc bang Pará, Brasil. Đô thị này có diện tích 4343,772 km², dân số năm 2007 là 47815 người, mật độ 11,01 người/km².